# Clemen Clemensen
Clemen Clemensen var en dansk amtsforvalter.
Han fik den 18. april 1661 bestalling som forvalter over Skanderborg Slot med underliggende len og gods, som han den 23. samme måned fik i forpagtning. Clemensen administrerede de nyoprettede Skanderborg og Åkær Amter i amtmands sted fra 1. maj 1661 til 1. maj 1664. Han var amtsforvalter indtil 1. maj 1666. 15. oktober 1668 fik han Skanderborg Amt med bønder og tjenere i forpagtning for fire år fra 1. maj samme år og herunder inspektionen over de kongelige regalier samt den gejstlige jurisdiktion. Corfitz Trolle var følgelig fra 1668 og to år frem kun amtmand af navn. Men 1. maj 1670 fik han ordre til at overdrage amtet til den ny amtmand Christoffer Sehested den 12. juli samme år.
I sin tid som amtsforvalter udstedte Clemensen flere skarpe forordninger til skanderborgenserne, især omhandlende deres husdyrhold. I 1662 forbød han dem bl.a. at køre vogne eller hjulbør gennem Skanderborg Dyrehave, et par år senere forbød han helt indbyggerne at holde geder og bukke, og han påbød samtidig, at svin skulle holdes indespærret. Straffen for at overtræde bestemmelserne var gerne en bøde, og såfremt man ikke kunne betale, blev man sat tre dage i gabestok
Han var gift med Kirsten Madsdatter Rosenørn, som sammen med sin broder blev adlet 1671. Anden gang var hun gift med justitsråd og landsdommer Peder Madsen Lerche til Lerkenfeldt.